# Batesilerus János
Batesilerus János (Zselyk, 1615. június 6. – 1678 körül) evangélikus prédikátor.

## Élete
Tanult 1636-ban Kolozsvárott, 1639-ben Nagyszebenben, 1642-ben Bártfán, 1643-ban Besztercebányán, 1646-ban Szelindeken lett tanító. 1647. június 3-án Szászegerbegyen prédikátorrá avatták; ugyanazon év november 8-án Baromlakára költözött. A török háború pusztításai elől 1658. augusztus 28-án Nagyszebenbe vonult. 1663. március 4-én Mardosba hívták lelkésznek.

## Munkái
Az 1615–78. évekről emlékiratot hagyott hátra, mely az írónak saját családi viszonyain kívül, különösen az akkori háborús eseményeket rajzolja. Címe: Genealogia cum Hodeporico, das ist: Geburt und Lebenslauf Johannis Batesileri Markschelkensis, megjelent ez a szebeni Magazin für Geschichte und Literatur. Neue Folge I. Bd. 1859. 145. l.